# Ardabil
Ardabil (perski: اردبیل) – miasto w Azerbejdżanie Irańskim, stolica ostanu o tej samej nazwie.
Ardabil liczy 420 tys. mieszkańców (2006), jest położone na wschód od Tebrizu, w przeszłości słynne ze znakomitych pastwisk, obecnie ważny ośrodek tradycyjnego przemysłu dywanowego (najstarsze dywany z 1542), a także tytoniowego.

## Historia
W marcu 893 roku miasto zostało nawiedzone przez trzęsienie ziemi, które pochłonęło ponad 150 000 ofiar.
Ardabil odegrał ważną rolę historyczną, będąc od pocz. XIV wieku pierwszą stolicą szejków z rodu Safawidów (Szejkanat Ardabilu), którzy następnie od końca XV wieku rozciągnęli swą władzę na cały Iran.

## Zabytki miasta
Najważniejszym zabytkiem miasta jest rodowe sanktuarium Safawidów. Kompleks został zbudowany wokół grobowca szejka Safiego ad-Dina (zm. 1324), przodka rodu Safawidów, i był rozbudowywany za panowania Tahmaspa I i Abbasa I Wielkiego. Ten ostatni władca podarował sanktuarium pokaźną kolekcję wyrobów z chińskiej porcelany, która jest przechowywana w tym miejscu do dziś. W 2010 kompleks został wpisany na Listę światowego dziedzictwa UNESCO.